# Liste der Kulturdenkmäler in Taben-Rodt
In der Liste der Kulturdenkmäler in Taben-Rodt sind alle Kulturdenkmäler der rheinland-pfälzischen Ortsgemeinde Taben-Rodt einschließlich des Ortsteils Hamm aufgeführt. Grundlage ist die Denkmalliste des Landes Rheinland-Pfalz (Stand: 8. Februar 2023).

## Denkmalzonen
| Bezeichnung               | Lage                                | Baujahr                 | Beschreibung | Bild |
| ------------------------- | ----------------------------------- | ----------------------- | --- | ---- |
| Denkmalzone Ortskern Hamm | Hamm, Nr. 22–25, 27, 28 und 30 Lage | 18. und 19. Jahrhundert | kennzeichnendes dörfliches Ortsbild, vermittelt in seltener Anschaulichkeit das Gefüge einer kleinen dörflichen Gemeinschaft, Bausubstanz des 18. und 19. Jahrhunderts | BW   |

## Einzeldenkmäler
| Bezeichnung                                | Lage                                                        | Baujahr                            | Beschreibung | Bild                           |
| ------------------------------------------ | ----------------------------------------------------------- | ---------------------------------- | --- | ------------------------------ |
| Bildstock                                  | Taben-Rodt, Hauptstraße, an Nr. 2 Lage                      | Ende des 17. Jahrhunderts          | Aufsatz eines Kreuzigungsbildstocks, Ende des 17. Jahrhunderts                                                              | Fotos hochladen                |
| Friedhofskreuz und Grabmal                 | Taben-Rodt, Hauser Weg, auf dem Friedhof Lage               | 1909                               | Friedhofskreuz, 1909; Grabmal Familie Düro                                                                                  | BW                             |
| Propstei                                   | Taben-Rodt, Kirchstraße 1 Lage                              | 1741/42                            | ehemalige Propstei; stattliche barocke Vierflügelanlage, 1741/42; bauliche Gesamtanlage mit Hof, Gärten und Ökonomiegebäude | BW                             |
| Pfarrkirche St. Quiriacus und Sankt Auctor | Taben-Rodt, Kirchstraße 3 Lage                              | 1729                               | ehemalige Propsteikirche; barocke zweischiffige Stufenhalle, 1729, romanische Apsis, 11. Jahrhundert, Erweiterung 1951      | weitere Bilder Fotos hochladen |
| St.-Michaels-Kapelle                       | Taben-Rodt, Kirchstraße, hinter Nr. 25 Lage                 | zweite Hälfte des 15. Jahrhunderts | spätgotischer Putzbau, zweite Hälfte des 15. Jahrhunderts                                                                   | weitere Bilder Fotos hochladen |
| Pitterkreuz                                | Taben-Rodt, südwestlich des Ortes im Hundscheider Wald Lage | 1836                               | Schaftkreuz, bezeichnet 1836                                                                                                | Fotos hochladen                |
| Brunnen                                    | Hamm, hinter Nr. 15 Lage                                    | 19. Jahrhundert                    | Dorfbrunnen, 19. Jahrhundert                                                                                                | BW                             |
| Katholische Kapelle                        | Hamm, Nr. 22a Lage                                          |                                    | spätgotischer Saalbau, Erneuerung 1730                                                                                      | weitere Bilder Fotos hochladen |
| Wegekapelle                                | Hamm, südlich des Ortes an der K 128 Lage                   | 1920er Jahre                       | Wegekapelle; Schieferbau, 1920er Jahre                                                                                      | weitere Bilder Fotos hochladen |